# Lijst van oorlogsmonumenten in Duiven
De Nederlandse gemeente Duiven heeft 3 oorlogsmonumenten. Hieronder een overzicht.
| Nr.                             | Object                             | Herdachte groep                                | Ontwerper             | Onthulling        | Type        | Locatie                                      | Plaats   | Coördinaten                  | Foto                               |
| ------------------------------- | ---------------------------------- | ---------------------------------------------- | --------------------- | ----------------- | ----------- | -------------------------------------------- | -------- | ---------------------------- | ---------------------------------- |
| 2365                            | Oorlogsmonument                    | burgerslachtoffers                             | Dienst Gemeentewerken |                   | Kruis       | Burg. van Dorth tot Medlerstraat 32, 6921 ER | Duiven   | 51° 56' 55" NB, 6° 0' 50" OL | Oorlogsmonument                    |
| 2570                            | Indië-monument                     | militairen in dienst van het Ned. Kon. na 1945 | Will Schropp (1948)   | 20 september 2003 | gedenksteen | Rijksweg 51, 6921 AC                         | Duiven   | 51° 57' 1" NB, 6° 1' 24" OL  | Indië-monument                     |
| Dit oorlogsmonument op Wikidata | Herdenkingsmonument broers Meuwsen | Jan en Piet Meuwsen uit Groessen               | Wim Rutten            | 4 mei 2017        |             | Leuvensedijk                                 | Groessen | 51° 55' 2" NB, 6° 0' 27" OL  | Herdenkingsmonument broers Meuwsen |

Aalten ·
Apeldoorn ·
Arnhem ·
Barneveld ·
Berg en Dal ·
Berkelland ·
Beuningen ·
Bronckhorst ·
Brummen ·
Buren ·
Culemborg ·
Doesburg ·
Doetinchem ·
Druten ·
Duiven ·
Ede ·
Elburg ·
Epe ·
Ermelo ·
Harderwijk ·
Hattem ·
Heerde ·
Heumen ·
Lingewaard ·
Lochem ·
Maasdriel ·
Montferland ·
Neder-Betuwe ·
Nijkerk ·
Nijmegen ·
Nunspeet ·
Oldebroek ·
Oost Gelre ·
Oude IJsselstreek ·
Overbetuwe ·
Putten ·
Renkum ·
Rheden ·
Rozendaal ·
Scherpenzeel ·
Tiel ·
Voorst ·
Wageningen ·
West Betuwe ·
West Maas en Waal ·
Westervoort ·
Wijchen ·
Winterswijk ·
Zaltbommel ·
Zevenaar ·
Zutphen